# Piquet Carneiro
Piquet Carneiro este un oraș în statul Ceará (CE) din Brazilia.